# El Cabrerío
El Cabrerío (auch: La Cabrería) ist eine Ortschaft im Departamento Chuquisaca im südamerikanischen Andenstaat Bolivien.

## Lage im Nahraum
El Cabrerío liegt in der Provinz Sud Cinti und ist der zweitgrößte Ort im Cantón La Cueva im Municipio Culpina. Der Ort liegt auf einer Höhe von 3068 m am Río Cabrerío, der hier in südwestlicher Richtung fließt.

## Geographie
Die Region um Culpina liegt im semi-ariden Übergangsgebiet zwischen den semi-humiden Bergwäldern der östlichen Gebirgsketten Boliviens und dem ariden Altiplano.
Die jährlichen Niederschläge schwanken zwischen 350 und 550 mm und treten vor allem in den Monaten von November bis März auf; die Wintermonate Mai bis August sind weitgehend niederschlagsfrei (siehe Klimadiagramm Culpina). Die Monatsdurchschnittstemperaturen liegen in dem Becken zwischen knapp 20 °C im Dezember und 5 bis 8 °C im Juni/Juli.

## Verkehrsnetz
El Cabrerío liegt in einer Entfernung von 428 Straßenkilometern südlich von Sucre, der Hauptstadt des Departamentos.
Von Sucre aus führt die asphaltierte Nationalstraße Ruta 5 in südwestlicher Richtung nach Potosí, der Hauptstadt des im Westen angrenzenden Departamentos. Von hier aus führt nach Süden die Ruta 1, die auf den ersten 37 Kilometer bis Cuchu Ingenio noch asphaltiert ist. Nach weiteren 146 Kilometern erreicht die Ruta 1 die Stadt Camargo. Noch einmal 19 Kilometer südlich von Camargo zweigt eine unbefestigte Landstraße in östlicher Richtung ab, überquert den Río Camblaya und überwindet auf den folgenden 47 Kilometern bis Culpina einen Höhenunterschied von 600 m. Von Culpina aus erreicht man El Cabrerío in südöstlicher Richtung vorbei an El Salitre nach vierundzwanzig Kilometern.

## Bevölkerung
Die Einwohnerzahl der Ortschaft ist in dem Jahrzehnt zwischen den beiden letzten Volkszählungen um mehr als die Hälfte angestiegen:
| Jahr | Einwohner         | Quelle       |
| ---- | ----------------- | ------------ |
| 1992 | keine Detaildaten | Volkszählung |
| 2001 | 122               | Volkszählung |
| 2012 | 191               | Volkszählung |
| 2024 |                   | Volkszählung |